# Микешин, Борис Михайлович
Борис Михайлович Микешин (11 (23) августа 1873, Санкт-Петербург — 25 сентября 1937, Колденхем, штат Нью-Йорк) — русский скульптор, сын знаменитого скульптора Михаила Осиповича Микешина.

## Биография
Не получил профессионального художественного образования. С 1893 работал банковским служащим в провинции. Его знаменитый отец скончался в 1896 году.
В 1904—1905 Борис воевал в Маньчжурии, после чего поселился в Петербурге и начал заниматься скульптурой.
Был женат на Тамаре Львовне Модзалевской (?—1957, Нью-Йорк), дочери педагога Л. Н. Модзалевского. В 1921 году чета Микешиных эмигрировала из России и через Финляндию перебралась в США.
В 1924 году поселился в США, приобрел ферму в Колденхеме, близ Ньюберга (штат Нью-Йорк), где продолжал заниматься скульптурой. Похоронен на местном кладбище.
Архив находится в Смитсоновском музее.

## Творчество
Участвовал в выставках Санкт-Петербургского общества художников (1906), Весенних выставках в залах ИАХ (1909—1916) и Общества им. А. И. Куинджи (Пг., 1918; член общества).
Создавал станковые скульптуры из гипса и бронзы: «Кошмар» (1906), «Портрет И. В. Ершова в роли Зигфрида» (1907; 1-я премия графа Строганова на конкурсе ОПХ в 1910), «Нерон» (1908), «Петр I» (1909), «Лев Толстой» (1910).
Автор нескольких памятников:
- 1904: получил 1-ю премию на конкурсе проектов Памятника русским воинам, павшим при взятии крепости Карс. Памятник установлен в 1910, взорван турками после заключения Батумского договора от 4 июня 1918. (Восстановлен и открыт как мемориал «Холм Чести» в Гюмри в Армении в 2010 году).
- 1907: Мемориальная доска И. А. Гончарову в Симбирске[8].
- 1908: получил 1-ю премию на академическом конкурсе проектов памятника генерал-адъютанту К. П. фон Кауфману и войскам, покорившим Среднюю Азию, для Ташкента.
- памятник М. Ю. Лермонтову перед Николаевским кавалерийским училищем в Петербурге (Ново-Петергофский, с 1916 — Лермонтовский пр., 54; памятник был открыт в 1916, в канун 75-летия со дня смерти поэта). Сохранилась авторская модель памятника в натуральную величину [гипс бронзированный; музей ИРЛИ).
- памятник Лермонтову в Пятигорске на месте дуэли (1915). Ограда работы В. В. Козлова и Л. Д. Дитриха.
- усыпальница отца на Никольском кладбище в Петербурге в виде античного портика с фигурой плачущей Музы (1912—1916; фигура не сохранилась).

Участвовал в работах по сооружению петербургского храма Спаса-на-Водах в память моряков, погибших в Русско-японскую войну (взорван в 1930-х): исполнил каменные рельефы на фасаде и барабане исполнил, взяв за образец Дмитриевский собор во Владимире.
В апреле 1917 года стал учредителем петроградского Союза скульпторов-художников. После революции участвовал в конкурсах проектов монумента «Великая русская революция» (1919), памятников К. Либкнехту и Р. Люксембург (1920) в Петрограде; получил 4-ю премию за проект монумента «Свободное человечество».
В 1920 году выполнил «Медаль общества охраны материнства».

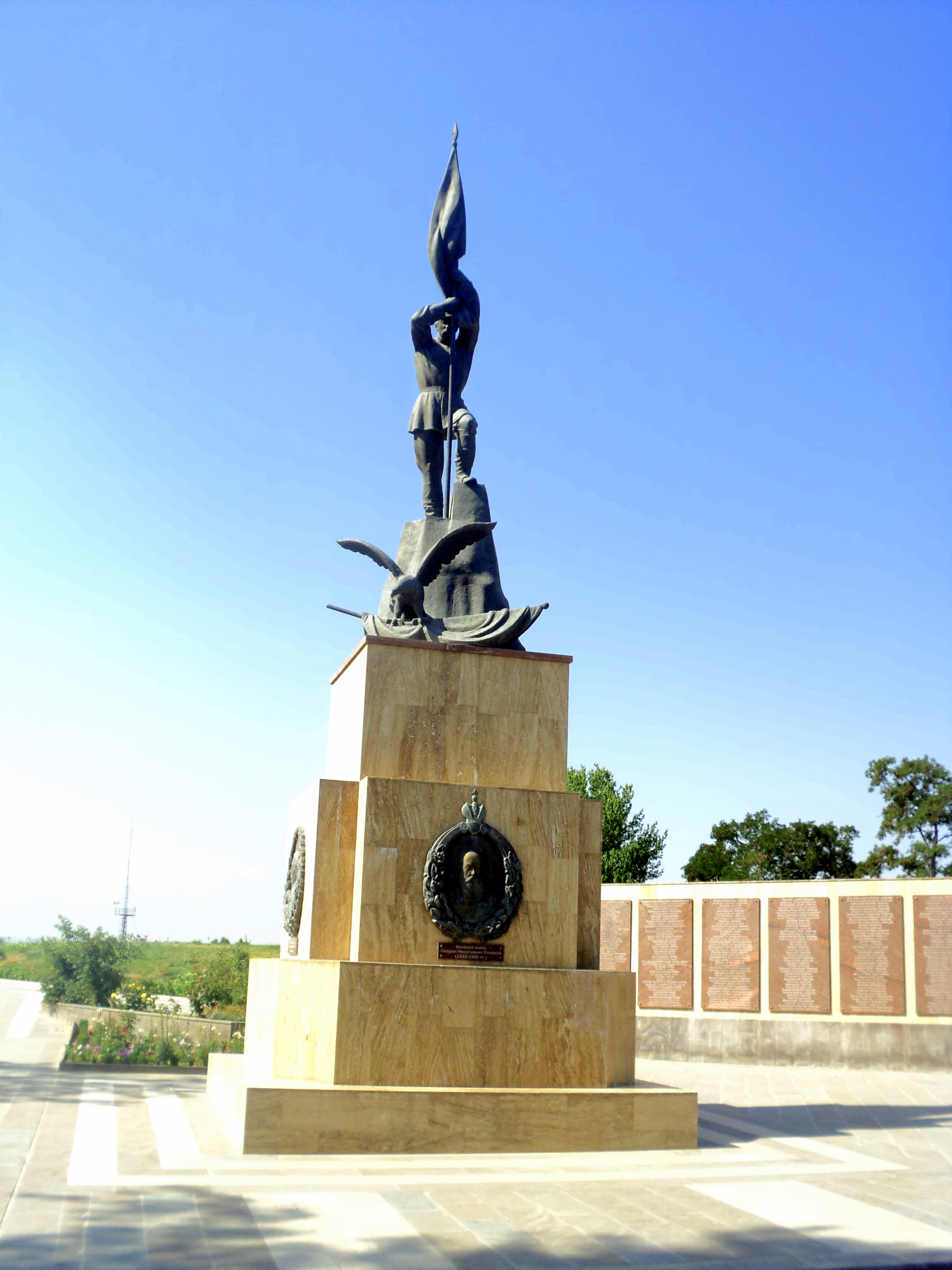
Памятник русским воинам, павшим при взятии крепости Карс
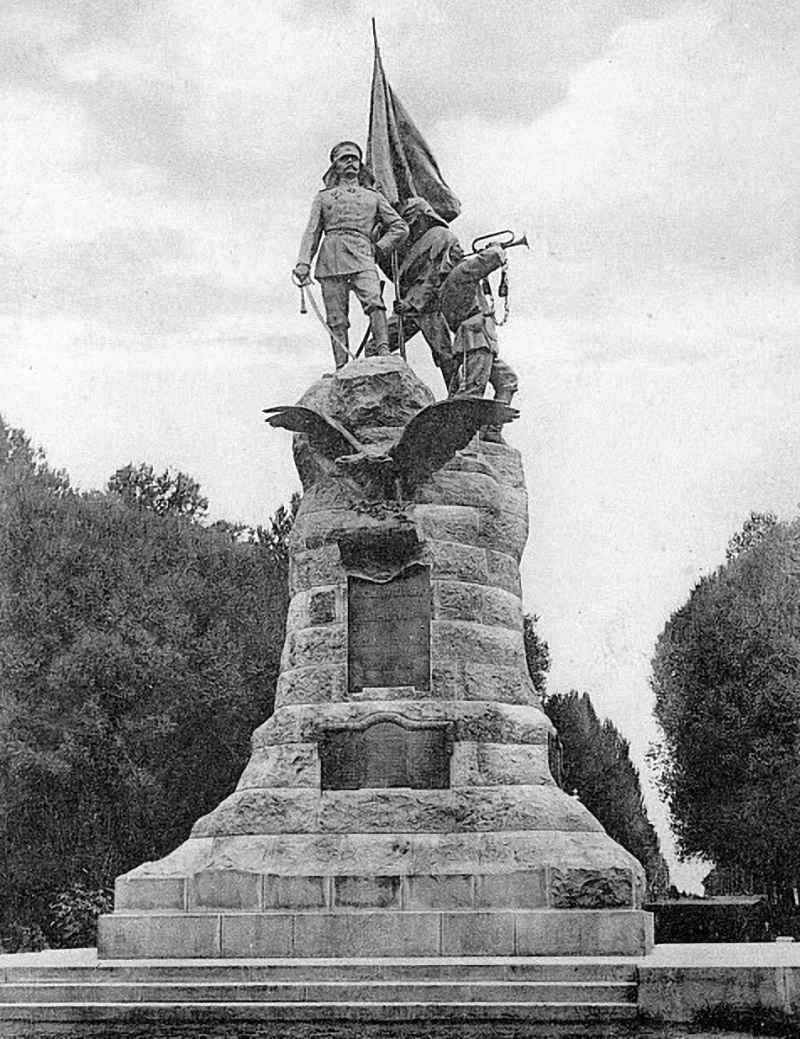
Памятник Кауфману в Ташкенте
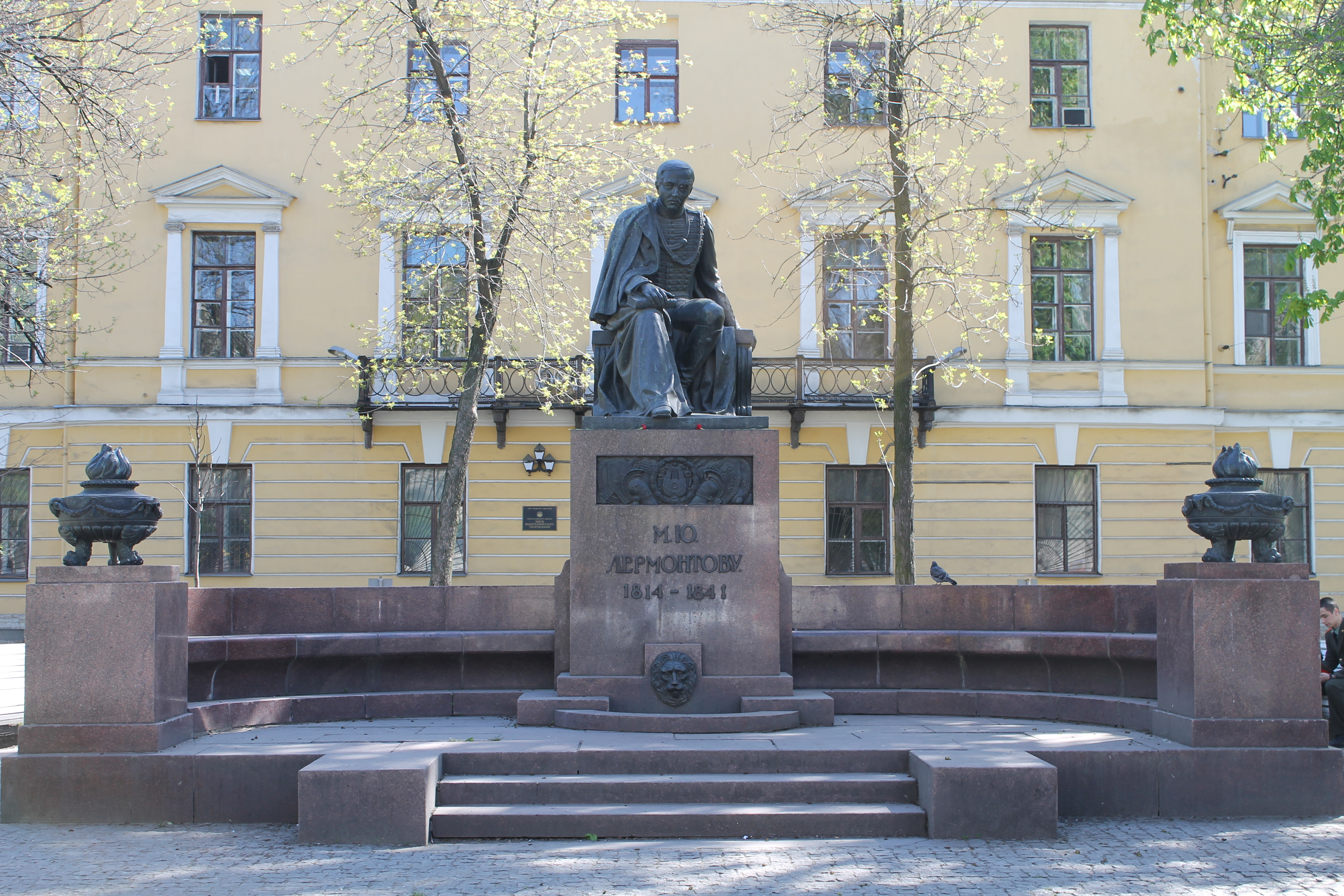
Памятник Лермонтову в Петербурге
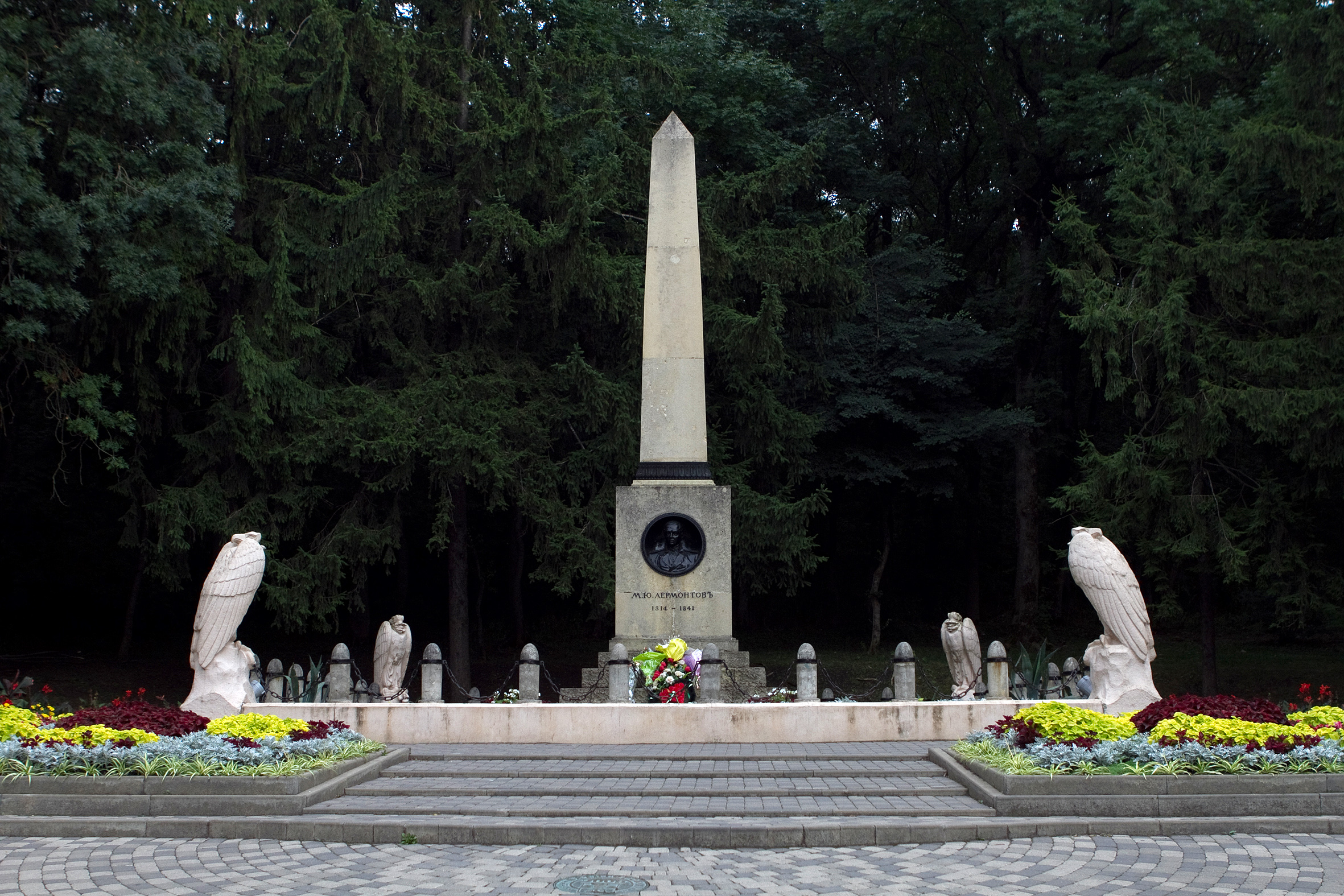
Памятник на месте гибели Лермонтова в Пятигорске
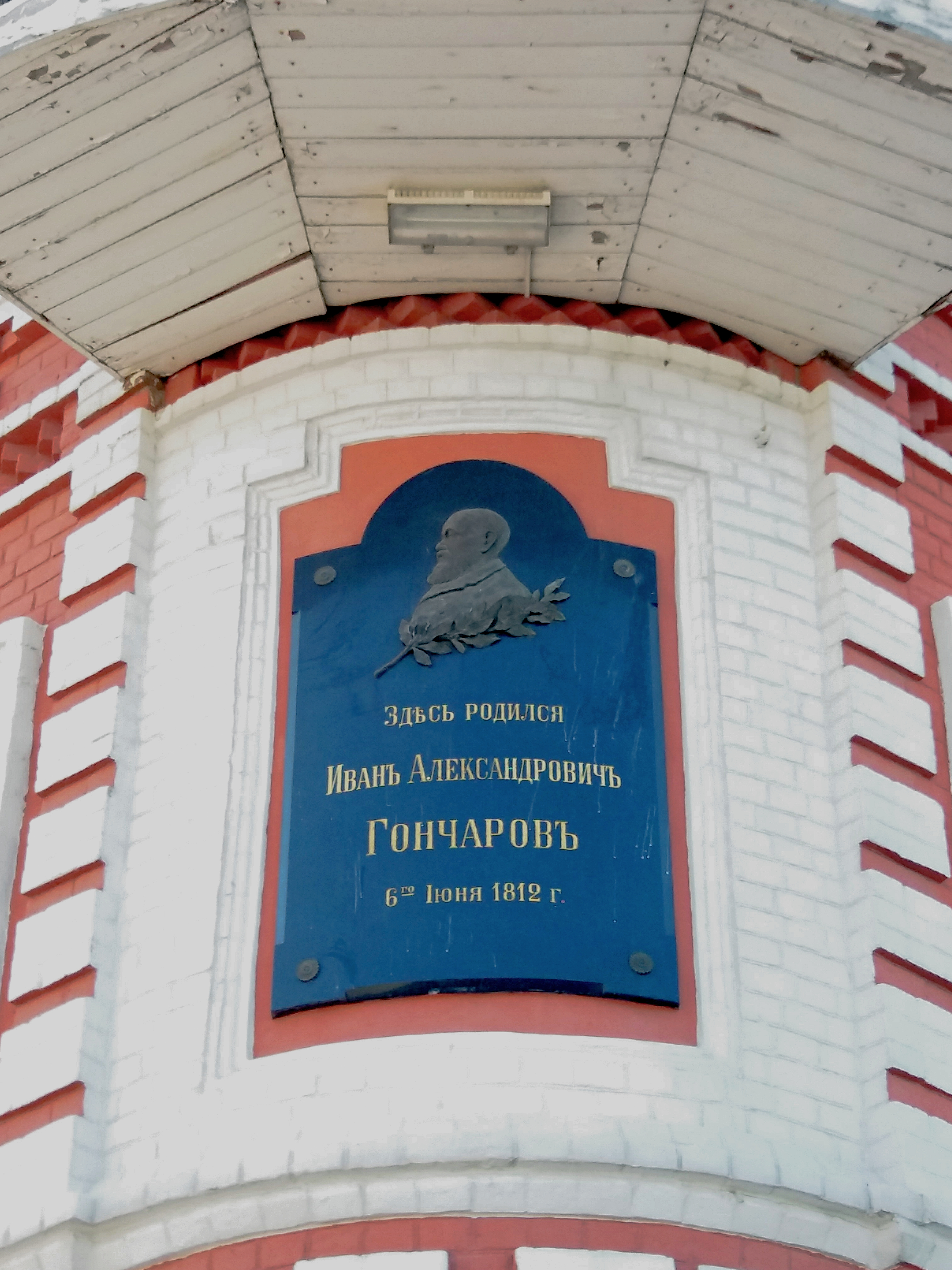
Мемориальная доска Гончарову в Симбирске.